# 情動の科学的解明と教育等への応用に関する調査研究
情動の科学的解明と教育等への応用に関する調査研究（じょうどうのかがくてきかいめいときょういくとうへのおうようにかんするちょうさけんきゅう）は、2006年4月1日に設置された文部科学省の検討会。検討のテーマを「情動の科学的解明と教育等への応用に関する検討会の成果を踏まえ、子どもの情動やこころの発達等に関して、科学的な解明が必要なものについての研究振興の在り方の検討、学際的な研究連携の在り方の検討、学齢児童生徒に対するコホート研究の在り方の検討、及び研究と教育等との双方向的連携システムについての検討等を実施する。」と定め、3つの部会に分かれて検討する。2006年4月から2007年3月末まで毎月１回程度の開催、検討結果の文部科学省への報告を予定している。

## 委員一覧

### 座長
- 有馬朗人（財団法人日本科学技術振興財団会長）

### 委員
- 安彦忠彦（早稲田大学教育学部教育学科教授）
- 石井加代子（科学技術政策研究所主任研究官）
- 伊藤良子（京都大学大学院教育学研究科教授）
- 内田伸子（お茶の水女子大学副学長・理事）
- 江澤郁子（日本女子大学名誉教授、戸板女子短期大学学長）
- 大熊健司（理化学研究所理事）
- 岡田尊司（京都医療少年院）
- 小野武年（富山大学特任教授）
- 尾山眞之助（国立教育政策研究所次長）
- 河合優年（武庫川女子大学教育研究所教授）
- 門脇厚司（筑波学院大学学長）
- 小泉英明（科学技術振興機構社会技術研究開発センター領域統括）
- 小枝達也（鳥取大学地域学部教授）
- 斎藤美代子（文京区立第一幼稚園園長）
- 白瀧貞昭（武庫川女子大学文学部教授）
- 高橋秀美（大田区立田園調布中学校校長）
- 津本忠治（理化学研究所脳科学総合研究センター津本研究ユニットユニットリーダー）
- 十一元三（京都大学医学部保健学科教授）
- 丹治順（玉川大学学術研究所脳科学研究施設教授）
- 三留利夫（大田区立山王小学校校長）
- 森則夫（浜松医科大学医学部精神神経科教授）
- 森田洋司（大阪樟蔭女子大学学長）
- 山縣然太朗（山梨大学大学院教授）

## 具体的な検討事項
以下の1から3までの事項を3つの部会に分かれて検討する。
1. 検討会の報告書における「研究の一層の進展が期待される事項」について、「目標志向型（ミッション・オリエンテッド）」の研究として、
  - 諸研究を学際的に連携させ、それらを重点的に振興する方策を検討する。
2. 検討会の報告書における「研究の一層の進展が期待される事項」のうち「児童生徒の情動等に関する客観的データの必要性」に関して、
  - 学齢期児童生徒（幼児期から後期中等教育段階まで）を対象として追跡調査・分析するため、学齢期児童生徒に関するコホート研究の在り方を検討する。
3. 検討会の報告書における「今後の課題解決のために必要な方策」のうち、教育と研究との双方向的な連携システムの構築のため、
  - ア：各研究所や大学等と連携した諸科学の研究成果を集積
  - イ：研究成果の教育現場での応用の為に必要な作業（研究成果のスクリーニングと教育現場に向けた解説等）
  - ウ：研究成果の教育現場への還元
  - エ：教育現場の問題点の蓄積と蓄積した問題点の研究への還元などを進めるための方策を検討する。